# Сен-Леже-Бридере
Сен-Леже́-Бридере́ (фр. Saint-Léger-Bridereix) — коммуна во Франции, находится в регионе Лимузен. Департамент коммуны — Крёз. Входит в состав кантона Ла-Сутеррен. Округ коммуны — Гере.
Код INSEE коммуны — 23207.

## Население
Население коммуны на 2010 год составляло 198 человек.
| 1962 | 1968 | 1975 | 1982 | 1990 | 1999 | 2010 |
| ---- | ---- | ---- | ---- | ---- | ---- | ---- |
| 281  | 262  | 236  | 210  | 184  | 174  | 198  |

## Экономика
В 2010 году среди 111 человек трудоспособного возраста (15—64 лет) 90 были экономически активными, 21 — неактивными (показатель активности — 81,1 %, в 1999 году было 67,7 %). Из 90 активных жителей работали 82 человека (46 мужчин и 36 женщин), безработных было 8 (5 мужчин и 3 женщины). Среди 21 неактивных 4 человека были учениками или студентами, 11 — пенсионерами, 6 были неактивными по другим причинам.